# نظرعلی‌لی
نظرعلی‌لی (به لاتین: Nəzəralılı) یک منطقه مسکونی در جمهوری آذربایجان است که در شهرستان زرداب واقع شده است. نظرعلی‌لی ۲۰۴ نفر جمعیت دارد.